# Десятиліття
Десятилі́ття, також — десятиріччя, декада — під десятиліттям найчастіше розуміють календарне десятиліття, період часу, що включає десять років. Слово декада пішло через латинську мову, яка в свою чергу його запозичила від грецького слова дав.-гр. δεκάς (ðɛk'ɑːs, транслітерація=dekas), що означає група з десяти. Інші слова інтервалів років також походять з латини: люструм (5 років), міленіум (1000 років).

## Варіанти рахунку десятиліть
Існує два варіанти календарного рахунку десятиліть. У першому випадку цифра десяток всіх років цього десятиліття однакова, наприклад 390-ті до н. е. (включає роки з 399 по 390 до н. е.). Згідно з другим варіантом відлік переміщають на один рік, тобто початком десятиліття в даному разі стане 400, а кінцем — 391 до н. е. Для років нашої ери, одиниця додається, як наприклад 2000-ні (з 2001 по 2010 замість з 2000 по 2009).

## Інші вживання терміна
Також десятиліття вільно уживається в сенсі «будь-який проміжок часу в 10 років», наприклад: Десятиліття писемності Організації Об'єднаних Націй (United Nations Literacy Decade: Education for All, 2003–2012 роки).

## Сучасне літочислення
У всіх державах Європи та більшості країн світу сучасне літочислення нашої ери, включно з XXI століттям та 3-тім тисячоліттям ведеться від Різдва Христового і позначається латиною Anno Domini, або скорочено: A.D./AD. Повністю фраза звучить: лат. Anno Domini Nostri Iesu Christi (в рік Господа нашого Ісуса Христа). За таким літочисленням нульового року немає, тому 1 рік AD (нової ери) йде відразу ж після 1 року до Різдва Христового (до нової ери).
В українській мові вживається відповідник «рік Божий», «року Божого», «р. Б.»).